# Tonk (distrikt)
Tonk (hindi: टोंक जिला) er et distrikt i den indiske delstat Rajasthan. Distriktets hovedstad er Tonk.

## Demografi
Ved folketællingen i 2011 var der 1,421,711 indbyggere i distriktet, mod 1,211,671 i 2001. Den urbane befolkningen udgør 22,36 % af befolkningen.
Børn i alderen 0 til 6 år udgjorde 14,14 % i 2011 mod 18,46 % i 2001. Antallet af piger i den alder per tusinde drenge er 882 i 2011 mod 927 i 2001.